# Likedeeler (Schiff)
Die Likedeeler ist ein ehemaliger Stückgutfrachter, der gegenwärtig als Jugendschiff und schwimmendes Schullandheim in Rostock genutzt wird.

## Geschichte
Das Schiff wurde 1962 vom VEB Schiffswerft „Neptun“ in Rostock auf Kiel gelegt. Als eines von acht baugleichen Schiffen der Framo-Albatros-Serie war die Condor im Frachtverkehr der Deutschen Seereederei auf der Ostsee, Nordsee und im Mittelmeer unterwegs.
Die Condor wurde nach ihrer Außerdienststellung 1986 unter der Leitung von Wolfdietrich Barmwoldt zu einer schwimmenden Jugendfreizeitstätte umgebaut und am 13. Dezember 1988 der GST-Abteilung „Junge Matrosen“ als Pionierschiff Immer Bereit übergeben. Seitdem liegt das Schiff an der Unterwarnow im Rostocker Ortsteil Schmarl neben dem Traditionsschiff.
Im April 1990 erhielt das Schiff den neuen Namen Likedeeler. Dieser ist der Legende um Klaus Störtebeker entlehnt und soll die Gleichheit der Jugend unterstreichen.

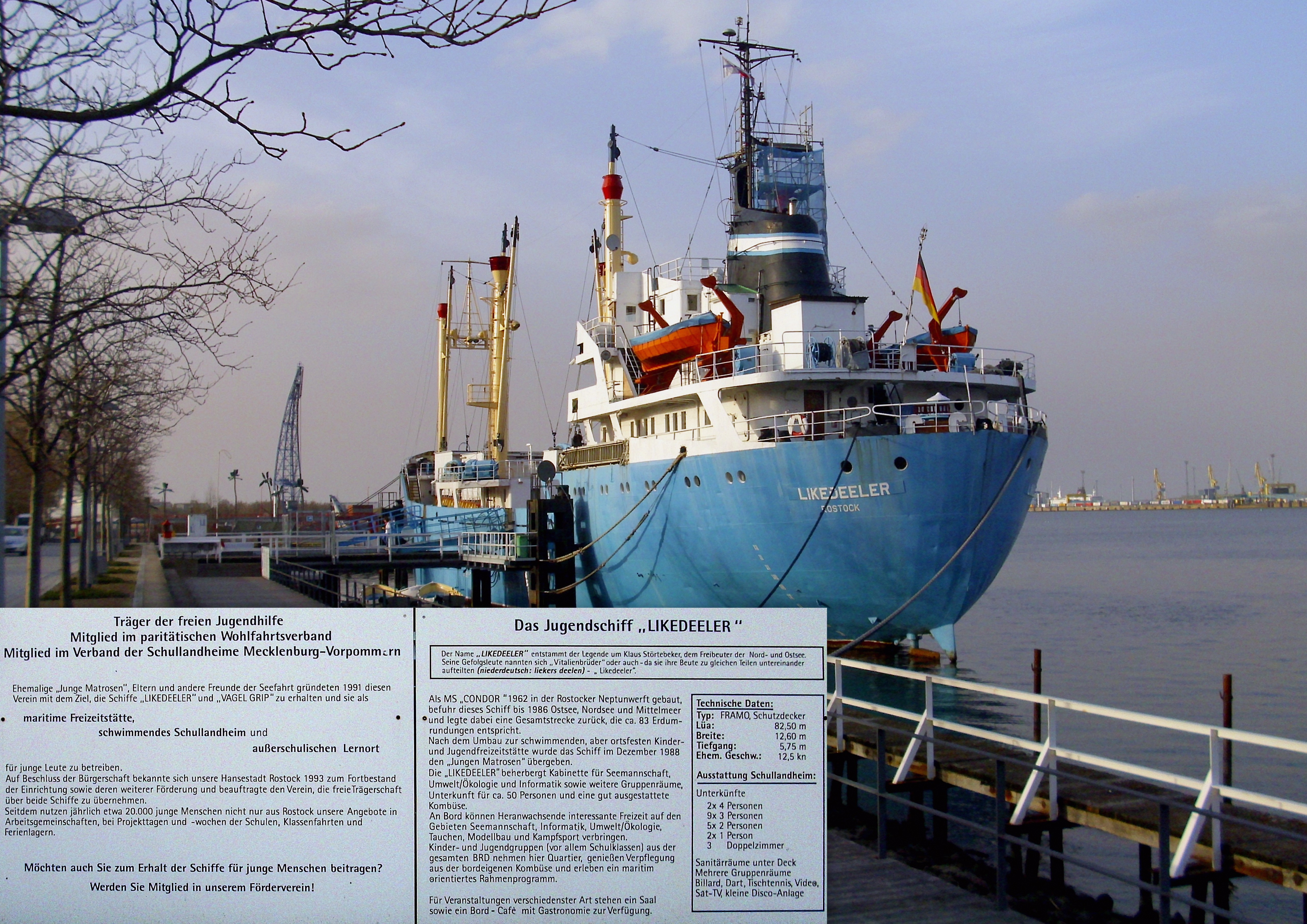
Likedeeler mit Infotafel

Ein Jahr später wurde ein Verein gegründet, um das Schiff als Jugendschiff, Freizeitheim und Tagungsstätte zu erhalten. 1993 beauftragte die Stadt Rostock den Verein offiziell mit der freien Trägerschaft. Das Schiff ist seit 2003 Teil des IGA-Parks. Jährlich nutzen rund 20.000 Menschen die Einrichtung.
2017 wurde das Schiff bei MV Werften Warnemünde überholt.

## Beschreibung
Das Schiff wurde von einem von Maschinenbau Halberstadt gebauten Sechszylinder-Viertakt-Dieselmotor des Typs 6NVD66Au angetrieben. Der Motor leistete 1.004 kW und wirkte über ein Untersetzungsgetriebe auf einen Festpropeller.
Für die Stromerzeugung standen drei Dieselgeneratoren des Typs 4NVD26 mit je 120 PS Leistung (Scheinleistung: 100 kVA) sowie ein Notgenerator des Typs 4NVD21 mit 45 PS (Scheinleistung: 33 kVA) zur Verfügung.
Das als Schutzdecker ausgeführte Schiff verfügte über zwei Laderäume mit Zwischendeck. Die beiden Luken wurden mit MacGregor-Lukendeckeln verschlossen, die Zwischendecks bestanden aus Holzlukendeckeln, die auf Scherstöcke gelegt wurden. Für den Ladungsumschlag standen acht Ladebäume zur Verfügung. Die Masten des Ladegeschirrs sind erhalten.

## Ausstattung als Schullandheim
- 2 Vierbettzimmer
- 9 Dreibettzimmer
- 8 Zweibettzimmer
- 2 Einbettzimmer
- Gruppenräume
- Freizeiträume